# Golden Heart
| Recensione | Giudizio |
| ---------- | -------- |
| AllMusic   |          |

Golden Heart (Cuore d'oro) è il primo album da solista di Mark Knopfler registrato nel 1996 tra Nashville e Londra.

## Il disco
Dopo una carriera di successo con il gruppo rock britannico Dire Straits e una serie di colonne sonore cinematografiche, l'album di debutto solista di Knopfler racchiude tutte le varie influenze musicali espresse dall'autore sin dal suo esordio discografico. I numeri non sono quelli che aveva con i Dire Straits (circa 1 600 000 copie vendute) ma la critica è buona. Durante il tour di questo disco, a Londra, si sono registrate 7 tracce che sono state inserite nella versione limitata di Sultans of Swing: The Very Best of Dire Straits.

## Tracce
Tutte le canzoni sono scritte da Mark Knopfler.
1. Darling Pretty - 4:31
2. Imelda - 5:26
3. Golden Heart - 5:01
4. No Can Do - 4:54
5. Vic and Ray - 4:36
6. Don't You Get It - 5:16
7. A Night in Summer Long Ago - 4:43
8. Cannibals - 3:41
9. I'm the Fool - 4:28
10. Je Suis Désolé - 5:14
11. Rüdiger - 6:03
12. Nobody's Got the Gun - 5:25
13. Done with Bonaparte - 5:06
14. Are We in Trouble Now - 5:54

## Formazione
- Mark Knopfler - voce, chitarra
- Richard Bennett - chitarra
- Guy Fletcher - tastiera
- Chad Cromwell - batteria
- Jim Cox - pianoforte
- Glenn Worf - basso
- Paul Franklin - pedal steel guitar
- Steve Nathan - fisarmonica, tastiera
- Hargus Robbins - pianoforte

### Altri musicisti
- Eddie Bayers - batteria
- Derek Bell - arpa celtica
- Paul Brady - tin whistle
- Barry Beckett - pianoforte
- Robbie Casserley - batteria
- Steve Conn - fisarmonica
- Brendan Croker - cori
- Danny Cummings - percussioni
- Bill Cuomo - organo Hammond
- Michael Doucet - violino
- Vince Gill - cori
- Seán Keane - violino
- Sonny Landreth - cori e chitarra
- Donal Lunny - bouzouki
- Terry McMillan - djembe
- Paul Moore - basso
- Máirtín O'Connor - fisarmonica
- Liam O'Flynn - cornamusa
- Michael Rhodes - basso
- Matt Rollings - pianoforte
- Jo El Sonnier - tastiera
- Billy Ware - triangolo

## Classifiche
| Classifica (1996)         | Posizione massima |
| ------------------------- | ----------------- |
| Australia                 | 28                |
| Austria                   | 8                 |
| Belgio (Fiandre)          | 10                |
| Belgio (Vallonia)         | 8                 |
| Canada                    | 11                |
| Finlandia                 | 7                 |
| Francia                   | 2                 |
| Germania                  | 5                 |
| Italia                    | 3                 |
| Norvegia                  | 2                 |
| Nuova Zelanda             | 16                |
| Paesi Bassi               | 3                 |
| Regno Unito               | 9                 |
| Spagna                    | 1                 |
| Stati Uniti               | 105               |
| Stati Uniti (heatseekers) | 1                 |
| Svezia                    | 4                 |
| Svizzera                  | 3                 |